# Franz Perhab
Franz Perhab (* 18. Mai 1953 in Leoben) ist ein österreichischer Politiker (ÖVP) und Gastwirt. Er war von 2005 bis 2015 Mitglied des Bundesrates für die Steiermark.

## Ausbildung und Beruf
Perhab besuchte zwischen 1959 und 1963 die Volksschule in Leoben und setzte seine Ausbildung 1963 am Bundesgymnasium Leoben fort. Er wechselte 1968 an das Bundesgymnasium und Bundesrealgymnasium in Graz und legte 1972 die Matura ab. Er leistete zwischen 1972 und 1973 den Präsenzdienst als Einjährig-Freiwilliger beim Österreichischen Bundesheer ab und studierte danach zwischen 1973 und 1980 Politikwissenschaft  an der Universität Wien und Betriebswirtschaftslehre an der Wirtschaftsuniversität Wien, wobei er jedoch keinen Abschluss erreichte.
Perhab, der Hauptmann der Reserve ist, war zwischen 1978 und 1990 beruflich als Juniorchef im Arbeiterverhältnis im Gasthof Bierfriedl in Pruggern tätig, seit 1990 führt er den Betrieb als selbständiger Unternehmer. Seit 2005 ist er zudem Gesellschafter bzw. seit 2006 Geschäftsführer der EW Beteiligungs-GmbH und seit 2010 Kommanditist der Wasserkraftwerk Grießbach KG.

## Politik
Perhab begann seine politische Karriere in der Lokalpolitik, wobei er zwischen 1990 und 2000 als Ortsparteiobmann der ÖVP Pruggern wirkte. Daneben ist er in der Interessensvertretung aktiv, wobei er seit 1993 Bezirksgruppenobmann des Steirischen Wirtschaftsbundes für den Bezirk Gröbming und Bezirksstellenobmann der Wirtschaftskammer für den Bezirk Liezen ist. Des Weiteren wurde er 1997 zum Obmann der Fachgruppe Hotellerie der Wirtschaftskammer Steiermark gewählt und  wirkt seit 2000 als Landesobmann-Stellvertreter des Österreichischen Wirtschaftsbundes der Landesgruppe Steiermark. Perhab ist zudem übt zudem seit 2005 die Funktion Bezirksparteiobmann-Stellvertreters der ÖVP Gröbming aus und ist seit 2001 Mitglied der Generalversammlung der Steiermärkischen Gebietskrankenkasse. Zudem war er von 2005 bis Vorstandsmitglied der Steiermärkischen Gebietskrankenkasse. 
Am 11. November 2005 wurde Perhab als aus der Steiermark entsandtes Mitglied des Bundesrates angelobt, wobei er 2011 den Vorsitz im Ausschuss für innere Angelegenheiten des Bundesrates übernahm. Nach der Landtagswahl in der Steiermark 2015 und der dadurch bedingten Neubestellung der Bundesrats-Mitglieder durch den Steirischen Landtag schied Franz Perhab mit 15. Juni 2015 aus dem Bundesrat aus.

## Privates
Perhab ist verheiratet und Vater von vier Kindern. Zwischen 1985 und 1991 war er Obmann der Sportunion Pruggern (Sektion Fußball). Des Weiteren ist er seit 1974 Urmitglied der katholischen Studentenverbindung KÖHV Franco-Bavaria Wien im ÖCV.